# 逻辑断言
断言（英語：judgement或assertion）在逻辑学中是断定一个特定前提为真的陈述，并且对在证明中的陈述有用。它等价于有空前件的相继式。
例如，如果p=“x是偶数”，则蕴涵{\displaystyle (\vdash p)\rightarrow x{\bmod {2}}=0}因此为真。还可以使用断定号写为{\displaystyle \vdash (\vdash p)\rightarrow x{\bmod {2}}=0}。